# The Elephant Man (pièce de théâtre)
Pour les articles homonymes, voir Elephant Man.
The Elephant Man est une pièce de théâtre de Bernard Pomerance créée en 1977 au Hampstead Theatre de Londres.
Elle s'inspire de l'histoire de Joseph Merrick. Le rôle principal a été créé par David Schofield et repris par la suite par des acteurs comme Philip Anglim, David Bowie, Mark Hamill, Bruce Davison ou encore Bradley Cooper,. Pomerance indique dans la pièce que le personnage principal ne doit pas être représenté avec des prothèses.

## Argument
L'histoire de Joseph Merrick, surnommé l'homme éléphant, et sa relation avec le médecin Frederick Treves.

## Les personnages
- John Merrick, l'homme éléphant
- Docteur Treves
- Carr-Gomm directeur de l'hopital
- Mme Kendall
- Éveque Walsham How
- Ross le montreur
- Miss Sandwich l'infirmière
- Lord John
- La duchesse
- Princesse Alexandra
- Policier belge
- Policier anglais
- Capitaine du navire
- Les deux simplettes
- Will et Snork les gardiens

## Distinctions
- Tony Awards 1979[5]
  - Tony Award de la meilleure pièce
  - Tony Award de la meilleure mise en scène pour une pièce
  - Tony Award de la meilleure actrice dans une pièce pour Carole Shelley (ex æquo)

## Articles
- Bernard Pomerance et Katherine Adamov, « Élephant Man », L'Avant-Scène Théâtre, Paris, Éditions L'Avant-scène théâtre, no 689,‎ 1er mai 1981, p. 3-28.

- (en) Robert Simonson, « David Bowie, Mark Hamill, Billy Crudup and Bradley Cooper : A Look at the Elephant Man Stars Throughout the Years », sur playbill.com, 30 novembre 2014.

- (en) Eric Grode, « A Twist of Art : Handsome as Disfigured », sur nytimes.com, The New York Times, 19 juillet 2012.